# Полье, Жак фон
Жак фон Полье (фр. Jacques von Polier; род. 5 сентября 1979 года, Париж, Франция) — французский дизайнер, живущий в России. Жак — участник многочисленных художественных и дизайнерских проектов. Он также является директором креативного и дизайнерского отдела Петродворцового Часового Завода «Ракета».
Совместно с Дэвидом Хендерсоном-Стюартом, он начал процесс реструктуризации и ребрендинга российского исторического часового бренда «Ракета».
В 1999 году Дуду Дьен, директор Отдела межкультурных проектов ЮНЕСКО, назначил Жака фон Полье послом доброй воли. Затем, Жак принял участие с Жульеном Делпешем в годовой экспедиции по Центральной Азии при поддержке ЮНЕСКО. В 2000 году он организовал свою первую фотовыставку в штаб-квартире ЮНЕСКО в Париже. В 2010 году Жак организовал выставку Design Exhibition в Москве при поддержке бизнесмена Гидеона Вайнбаума.
В 2001 году, Полье написал книгу о путешествии по России и Азии, которая была опубликована французским издательством Robert Laffont. В 2011 году Жак фон Полье был номинирован в «Топ 50 знаменитых людей Санкт-Петербурга», организованной популярным российским журналом Собака.
В 2012 году Полье участвовал в украинском телевизионном сериале Принц желает познакомиться на канале 1+1.
В 2014 году, граф фон Полье с инженером-механиком Флорианом Шлампфом создал самый большой часовой механизм в мире для Детского Мира на Лубянке, высотой 13 м!
В 2018 году Жак фон Полье вышел из проекта реструктуризации и ребрендинга российского исторического часового бренда «Ракета». О том, почему это произошло, пресс-служба предприятия "Ракета" не сообщила.